# Kelmės FK
Kelmės futbolo klubas, även känd som Kelmės FK-VJSM eller FK Kražantė, är en fotbollsklubb i Kelmė i Litauen. 

## Historia
Kelmės futbolo klubas grundades 2006. Vid den tiden kallas VJSM Kelmė.

### Historiska namn
- 2006—2008	Kelmės VJSM
- 2008—2009	Kelmės FK-VJSM
- 2010—2012	FK Kaslita Kelmė
- 2013—2017	FK Kražantė Kelmė
- 2017—2018	FK Kražantė–Kelmės FK–VJSM
- 2019— nu	FK Kražantė Kelmė

## Placering tidigare säsonger
| Säsong | Nivå | Liga                   | Placering | Referens | Kommentar                       |
| ------ | ---- | ---------------------- | --------- | -------- | ------------------------------- |
| 2006   | 4    | Trečia lyga (Šiauliai) | 3         |          |                                 |
| 2007   | 4    | Trečia lyga (Šiauliai) |           |          |                                 |
| 2008   | 4    | Trečia lyga (Šiauliai) | 8         |          |                                 |
| 2009   | 4    | Trečia lyga (Šiauliai) | 11        |          |                                 |
| 2010   | 4    | Trečia lyga (Šiauliai) | 6         |          | ▲ Uppflyttad till Antra lyga ▲  |
| 2011   | 3    | Antra lyga (Vakarai)   | 8         |          |                                 |
| 2012   | 3    | Antra lyga (Vakarai)   | 10        |          | ▼ Nedflyttad till Trečia lyga ▼ |
| 2013   | 4    | Trečia lyga (Šiauliai) | 3         |          | ▲ Uppflyttad till Antra lyga ▲  |
| 2014   | 3    | Antra lyga (Vakarai)   | 5         |          | ▲ Uppflyttad till Pirma lyga ▲  |
| 2015   | 2    | Pirma lyga             | 13        | [ 1 ]    |                                 |
| 2016   | 2    | Pirma lyga             | 13        | [ 2 ]    | ▼ Nedflyttad till Trečia lyga ▼ |
| 2017   | 4    | Trečia lyga (Šiauliai) | 9         |          |                                 |
| 2018   | 4    | Trečia lyga (Šiauliai) | 7         |          | ▲ Uppflyttad till Antra lyga ▲  |
| 2019   | 3    | Antra lyga (Vakarai)   | 9         | [ 3 ]    | ▼ Nedflyttad till Trečia lyga ▼ |
| 2020   | 4    | Trečia lyga (Šiauliai) | 3         | [ 4 ]    |                                 |
| 2021   | 4    | Trečia lyga (Šiauliai) | 8         | [ 5 ]    |                                 |
| 2022   | 4    | Trečia lyga (Šiauliai) |           | [ 6 ]    |                                 |